# Schoenoplectus muricinux
Schoenoplectus muricinux là loài thực vật có hoa trong họ Cói. Loài này được (C.B.Clarke) J.Raynal miêu tả khoa học đầu tiên năm 1976.